# 菲律賓雙線䲁
菲律賓雙線䲁（學名：Enneapterygius philippinus），又名狗鰷、三鰭䲁，為輻鰭魚綱䲁形目三鰭䲁科的其中一種，分布於印度洋及太平洋海域，深度0至8公尺，本魚體細小呈圓柱狀，體色綠色至棕色，身體散佈白色不規則斑塊，背鰭3個，背鰭硬棘13-16枚、背鰭軟條8-9枚、臀鰭硬棘1枚、臀鰭軟條15-17枚，體長可達3公分，棲息在珊瑚礁、潮池，以藻類為食，不具食用價值。

## 扩展阅读
- 維基物種上的相關：菲律賓雙線䲁

1. ↑  Williams, J. . The IUCN Red List of Threatened Species. 2014, 2014: e.T179085A1567880  [19 November 2021]. doi:10.2305/IUCN.UK.2014-3.RLTS.T179085A1567880.en .